# Sing for the Moment
„Sing for the Moment” – singel amerykańskiego rapera Eminema pochodzący z albumu The Eminem Show.
Refren utworu pochodzi z piosenki zespołu Aerosmith „Dream On”, a wykonuje go wokalista tej grupy, Steven Tyler. Końcowy fragment klipu zagrał gitarzysta Joe Perry.

## Treść
Utwór Sing for the Moment uznaje się za jedną z najbardziej lirycznych piosenek Eminema. Opowiada on w nim o wpływie muzyki na młodych ludzi, a także przekonuje, że wizerunek rapera w więzieniu i z pistoletem w ręku jest mocno przesadzony, a rzeczywistość jest zupełnie inna. Zdaniem autora klipu większość ludzi uważa, że rap ma zły wpływ na małe dzieci, dlatego odciągają ich od tej muzyki i próbują wsadzić raperów do więzienia („To dlatego ci prokuratorzy
chcą mnie natychmiast skazać żebym tylko jak najszybciej zniknął z tych ulic”).

## Sukcesy
Klip osiągnął wiele sukcesów, zajął 1. miejsce na listach przebojów w Kanadzie i Portugalii, a w wielu krajach znajdował się w pierwszej „10”, jak choćby we Włoszech, czy też w Wielkiej Brytanii.